# レイモンドバーサスレイモンド
『レイモンドVレイモンド』は、アメリカ合衆国の男性R&B歌手、アッシャーのオリジナル・アルバム。

## 収録曲
1. モンスター
2. ヘイ・ダディ（ダディーズ・ホーム）
3. ゼア・ゴーズ・マイ・ベイビー
4. リル・フリーク feat.ニッキー・ミナージュ
5. シー・ドント・ノウ feat.リュダクリス
6. OMG　featウィル・アイ・アム
7. マーズ vs ヴィーナス
8. プロ・ラヴァー
9. フーリン・アラウンド
10. ペーパーズ
11. ソー・メニー・ガールズ
12. ギルティ feat.T.I.
13. Okay
14. メイキング・ラヴ（イントゥ・ザ・ナイト）
15. モア